# Жил человек
«Жил человек» — советский фильм 1968 года снятый на киностудии «Арменфильм» режиссёром Юрием Ерзинкяном.

## Сюжет
Сельский врач Рубен Азарян в дороге на выезд к больному ребёнку, хотя сам чувствует себя плохо. Он вспоминает свою жизнь.
Юность, институт, влюбленная в него студентка Маро. Война, фронт и первая любовь — медсестра Светлана, погибшая во время налёта на их госпиталь. Затем женитьба на Маро, трудная работа сельским врачом — отказавшись от удобств и соблазнов городской жизни, он никогда не искал лёгких дорог. И главной ценностью для него всегда была человеческая жизнь.

## В ролях
- Армен Джигарханян — Рубен, хирург
- Земфира Цахилова — Маро
- Валентина Егоренкова — Светлана
- Сос Саркисян — Мурад
- Овак Галоян — эпизод
- Гурген Тонунц — эпизод
- Николай Гриценко — эпизод
- Зинаида Славина — эпизод
- Верджалуйс Мириджанян — эпизод
- Юрий Авшаров — эпизод
- Николай Дупак — эпизод
- Ори Буниатян — эпизод

## Критика
Фильм получил отрицательные отзывы:

Когда смотришь эту картину, появляется странное ощущение — неясный, но все усиливающийся протест. Неясный, потому что возникает как будто по частным поводам, какое-то общее возражение, складывается, но не поддается определению. Поначалу кажутся лишними подробности, с которыми рассказывается о простом, известном. … Но беспокойство вызывает не только это: постепенно понимаешь, что картина уж задумано фактографична, фрагментарна. По материалу и по построению — это страницы жизни, но способы подачи материала, средства воплощения подчеркнуты, картинны. Это выглядит назойливо, фальшиво — особенно в военных сценах.— Искусство кино, 1969
При этом критика упрекала и исполнителя главной роли актёра Армена Джигарханяна — упрёк касался как исполнения роли, так и согласия на работу в фильме с заведомо слабым сценарием: журнал «Искусство кино» отмечал, к этому моменту актёр уже был признанным мастером, и в данном фильме режиссёры студии «Арменфильм» использовали его популярность:

Эта работа была неудачей и для актера. Неудачей тем более чувствительной, что Джигарханян играет не просто главную, но фактически единственную роль этом монофильме. Собственно говоря, создатели картины именно на то и рассчитывали, что Джигарханян «вывезет» неполноценный драматургический материал, придаст несовершенному произведению отсутствующие в нем глубину и значительность. В фильме, о котором идет речь, должна была раскрыться перед зрителем неприметная в повседневности, но исполненная драматизма история сельского врача. Однако историю эту сценарий излагал в «общих понятиях» и на экране мы увидели обезличенную судьбу. Некоторые сцены Джигарханян спасал своим мастерством, в других же откровенно «исполнял роль», и в том и в другом случае зритель оставался равнодушен к врачу Рубену.— Искусство кино, 1970